# Кальян Сергій Миколайович
Сергій Миколайович Кальян нар. 24 травня 1973, Орджонікідзе) — український і російський футболіст, що грав на позиції захисника та півзахисника. Відомий за виступами в українських клубах вищої ліги «Темп» (Шепетівка), «Металург» (Маріуполь) і «Таврія».

## Кар'єра футболіста
Сергій Кальян є вихованцем дніпропетровського ШІСП, а виступи на футбольних полях розпочав у шепетівському «Темпі» в 1990 році ще в аматорській лізі, а у 1991 році розпочав виступи в другій союзній лізі. У 1991 році шепетівська команда виграла Кубок УРСР, проте Кальян не грав у вирішальних матчах. У 1992 році він став гравцем аматорської команди «Нива» з Миронівки, яка у сезоні 1992—1993 року під назвою «Нива-Борисфен» грала у перехідній лізі, та за його підсумками здобула місце у другій лізі. Проте перед початком сезону миронівці об'єднались із клубом із Борисполя, та розпочали виступи у другій українській лізі вже під назвою ФК «Бориспіль». Але Сергій Кальян повернувся до свого колишнього клубу «Темп», який грав на той час у вищій українській лізі, та зіграв у дебютному для себе сезоні в найвищому дивізіоні 27 матчів. За рік шепетівська команда вибула до першої ліги, і футболіст перейшов до іншої команди вищої ліги «Таврія» з Сімферополя. У команді за сезон Кальян зіграв 7 матчів, та після закінчення сезону перейшов до аматорського клубу зі свого рідного міста «Авангард». У цьому клубі футболіст грав тільки півроку, після чого перейшов до команди першої ліги «Шахтар» з Макіївки. За півроку Сергій Кальян знову грав у вищій лізі, цього разу вже за «Металург» з Маріуполя, але зіграв у ньому лише 4 матчі в чемпіонаті та 2 матчі в Кубку України, після чого покинув команду.
З 1999 року Сергій Кальян на тривалий час переїжджає для подальших виступів до Росії. У цьому році він стає гравцем команди другого російського дивізіону «СКА-Енергія» з Хабаровська. У цій команді футболіст грав протягом трьох років. та став гравцем іншого друголігового клубу з сусідньої області «Амур» (Благовєщенськ). У цій команді Кальян відзначився неабияким бомбардирським хистом, записавши на свій рахунок 16 м'ячів у 26 проведених матчах. У 2003 році Сергій Кальян грав у друголіговому російському клубі «Динамо» (Барнаул), а наступні три роки провів у на той час також друголіговому клубі «Океан» з Находки. У кінці 2006 року футболіст повертається до свого рідного міста, де зіграв кілька матчів за аматорський «Авангард», після чого робить паузу у виступах на футбольних полях. У 2012 році Кальян відновлює виступи за орджонікідзевську команду. проте вже в 2015 році остаточно завершує виступи на футбольних полях.